# Kleinenwieden
 Kleinenwieden ist ein Dorf im Landkreis Hameln-Pyrmont. Es gehört zur Stadt Hessisch Oldendorf, besteht nur aus zwei Straßen und hat 94 Einwohner. Nachbarorte sind Großenwieden und Deckbergen.
Kleinenwieden wurde im Jahr 1347 erstmals als Lüttiken Wyden erwähnt. Im Zuge der Gebietsreform wurde der Ort am 1. Januar 1973 nach Hessisch Oldendorf eingemeindet.

## Söhne und Töchter (Auswahl)
- Carl Friedrich August Dohme (1829–1904), Politiker und Landwirt, Bürgermeister von Kleinenwieden, Abgeordneter des Provinziallandtages der Provinz Hessen-Nassau
- Herbert Steding (1930–1996), Politiker (SPD), Landrat des Landkreises Hameln-Pyrmont